# Fengo
Fengo è una frazione del comune lombardo di Acquanegra Cremonese. Al censimento del 21 ottobre 2001 contava 381 abitanti.

## Geografia fisica

### Territorio
La località è sita a 49 metri sul livello del mare. Il territorio è prevalentemente ricoperto da terreni coltivati a mais.

### Clima
Il borgo si trova all'interno della zona climatica E, mentre il clima mantiene le caratteristiche della pianura Padana: è di tipo continentale, afoso d'estate e freddo d'inverno.

## Origine del nome
Il termine " Fengo " deriva da " Arifingo ", antico nome del borgo, derivante dall'omonimo cognome di un capo famiglia longobardo. Il toponimo è di evidente derivazione germanica: la desinenza in "ingen" significa infatti "terra".

## Storia
La località è un piccolo borgo agricolo di origine longobarda, la cui prima documentazione risale al 990, col nome di Arifingo.
Nel XVIII secolo, la zona è divisa tra i grandi proprietari terrieri (Belgioioso, Aglio Dolce e Grotti) e enti e congregazioni religiose.
In età napoleonica (1810) Fengo fu aggregata al comune di Grumello con Farfengo; recuperò l'autonomia con la costituzione del Regno Lombardo-Veneto (1816). Sempre in questo periodo, il comune vede subentrare agli antichi feudatari e proprietari religiosi la famiglia Guida.
All'Unità d'Italia (1861) contava 566 abitanti. Il comune di Fengo fu aggregato nel 1867 al comune di Acquanegra.
Presso il centro abitato, il 2 gennaio 1926 venne inaugurata una stazione ferroviaria che ebbe vita abbastanza breve, in quanto chiuse nel 1956.